# نيكولاس كاناليس
نيكولاس كاناليس (بالإسبانية: Nicolás Canales)‏ (27 يونيو 1985 بسانتياغو في تشيلي - ) هو لاعب كرة قدم تشيلي في مركز الهجوم. شارك مع منتخب تشيلي تحت 20 سنة لكرة القدم ومنتخب تشيلي لكرة القدم. أما مع النوادي، فقد لعب مع سانتياغو واندررز وسي إف آر كلوج وكولو-كولو ونادي أونيفرسيداد دي تشيلي ونادي بالستينو ونادي كريليا سوفيتوف سامارا ونادي نيفتشي باكو ويونيون إسبانيولا ونادي غوندومار ونادي كوبريسال وS.L. Benfica B ‏.

## مسيرته الكروية
لعب نيكولاس كاناليس خلال مسيرته الاحترافية مع 14 ناديًا في عشرون موسمًا وسجل خلالها 109 هدف ضمن 286 مباراة. حيث فاز في موسمين بالكأس وفي ثلاثة مواسم بالدوري.
خاض نيكولاس كاناليس مسيرته مع نادي أونيفرسيداد دي تشيلي في عامي 2004-2006 ولمدة موسمين، مشاركًا في 10 مباريات ولم يسجل أي هدف. ثم انتقل إلى S.L. Benfica B ‏ في موسم 2005–06 لمدة موسم واحد، حيث شارك في 12 مباراة سجل خلالها 3 أهداف. لينتقل بعدها إلى نادي غوندومار في موسم 2006–07 لمدة موسم واحد، مشاركًا في 26 مباراة سجل خلالها 8 أهداف. ثم انتقل إلى نادي سي إف آر كلوج في موسم 2007–08 لمدة موسم واحد، مشاركًا في مباراة ولم يسجل أي هدف. هذا وانتقل لاحقًا إلى نادي يونيون إسبانيولا ما بين عامي 2008 و2009 لمدة موسم واحد، مشاركًا في 18 مباراة سجل خلالها 3 أهداف. ثم انتقل بعدها إلى نادي كوبريسال ما بين عامي 2009 و2010 لمدة موسم واحد، مشاركًا في 23 مباراة سجل خلالها 13 هدفًا. ليعود وينتقل من جديد، لكن هذه المرة إلى نادي بالستينو في موسم 2010 واستمر معه طيلة ثلاثة مواسم، مشاركًا في 72 مباراة سجل خلالها 34 هدفًا. لينتقل بعدها إلى نادي نيفتشي باكو في موسم 2012–13 في المرة الأولى لمدة موسم واحد ثم في موسم 2014–15 ولمدة موسمين، مشاركًا طوالها في 66 مباراة سجل خلالها 38 هدفًا. ثم لعب في نادي سانتياغو واندررز في موسم 2013–14 لمدة موسم واحد، مشاركًا في 12 مباراة سجل خلالها هدفين. ليعود ويرتحل عنه إلى أوكزهيتبيس ‏ ما بين عامي 2016 و2017 لمدة موسم واحد، مشاركًا في 11 مباراة سجل خلالها هدفين أيضًا. ثم انتقل إلى Deportes Temuco ‏ في موسم 2016–17 ولمدة موسمين، مشاركًا في 17 مباراة سجل خلالها هدفًا واحدًا. لينتقل بعدها إلى رينجرز دي تالكا ما بين عامي 2018 و2019 لمدة موسم واحد، مشاركًا في 11 مباراة سجل خلالها هدفين.

## وصلات خارجية
- نيكولاس كاناليس على موقع الاتحاد الدولي (مؤرشف)  (الإنجليزية)
- نيكولاس كاناليس على موقع قاعدة بيانات كرة القدم.إي يو (الإنجليزية)
- نيكولاس كاناليس على موقع ناشيونال فوتبول تيمز (الإنجليزية)
- نيكولاس كاناليس على موقع Soccerway.com (الإنجليزية)